# 재커리 테일러 대통령 취임식
재커리 테일러의 제12대 미국 대통령 취임식은 1849년 3월 5일 월요일 워싱턴 D.C.에 있는 미국 국회의사당 동쪽 주랑에서 열렸다. 이 취임식은 3월 4일이 기독교의 안식일인 일요일과 겹쳐 취임 일정이 변경된 두 번째 사례였다. 이는 16번째 정규 미국 대통령 취임식으로, 재커리 테일러의 대통령 임기와 밀러드 필모어의 미국의 부통령 임기 중 유일한 4년 임기가 시작되었음을 알렸다. 테일러는 이 임기 중 1년 126일 사망했고, 필모어가 대통령직을 승계했다. 미국 대통령의 취임 선서는 대법원장 로저 토니가 집행했다. 취임식 날은 흐리고 눈발이 날리는 날씨로 시작되었으나, 취임 축하 무도회 중에는 폭설로 바뀌었다.

## 취임식 행사
이날 오후에는 세 번의 취임 축하 무도회가 열렸다. 많은 손님을 수용하기 위해 사법 광장에 임시 목조 건물이 세워졌다. 행사 입장료는 현금 10달러였다. 메뉴에는 민물거북 요리, 샬롯 루스, 굴, 로마 펀치 등이 포함되었다.

## 데이비드 라이스 애치슨의 "대통령직"
테일러의 대통령 임기는 3월 4일 일요일에 시작되었지만, 종교적인 이유로 취임식은 다음 날까지 열리지 않았다. 3월 5일까지 취임 선서가 연기되면서, 상원의원 데이비드 애치슨의 여러 친구와 동료들은 1849년 3월 4일~5일에 그가 미국 대통령 권한대행이었다고 주장했다. 그들은 제임스 K. 포크 대통령과 조지 댈러스 부통령이 3월 4일 정오에 임기를 마쳤고, 테일러나 필모어 모두 아직 규정된 취임 선서를 하지 않았기 때문에 두 직책이 공석이었다고 주장했다. 그 결과, 그들은 1792년 대통령 승계법에 따라 애치슨이 미국 상원 임시의장으로서 공위시대 동안 국가의 수석 집행자 권한대행이었다고 주장했다. 역사학자, 헌법학자, 전기 작가들은 이 주장을 일축했다.

## 같이 보기
- 1848년 미국 대통령 선거